# Acheux-en-Vimeu

Acheux-en-Vimeu este o comună în departamentul Somme, Franța. În 1 ianuarie 2022 avea o populație de 498 de locuitori.